# 지그룬 보다르스
지그룬 보다르스(독일어: Sigrun Wodars, 1965년 11월 7일 ~ )는 전 동독의 중거리 육상 선수이다.
메클렌부르크포어포메른주 노이칼리스 출신으로 슈베린에서 400m 육상 선수로 시작한 보다르스는 주니어 경기들에서 자신의 성공을 증명하였다. 그러고나서 자신의 가까운 라이벌이자 새 클럽 동료 크리스티네 바히텔처럼 800m로 전향하였다.
1986년 자신의 첫 국내 타이틀을 우승하고 슈투트가르트에서 열린 유럽 육상 선수권 대회에서 소비에트 연방의 나데즈다 올리자렌코에 밀려 2위를 하였다.
이듬해 그녀는 세계 실내 선수권 타이틀을 바히텔에게 빼앗겼으나, 로마에서 열린 세계 육상 선수권 대회에서 복수하면서 가까운 완료에서 바히텔을 꺾었다. 둘은 1988년 서울 올림픽에서 1·2위 완료를 되풀이하였다.
1990년 스플리트에서 열린 유럽 육상 선수권 대회에서 자신의 마지막 타이틀을 우승하였다. 1991년 세계 육상 선수권 대회와 1992년 바르셀로나 올림픽에서 예비전들을 통하면서 다음 라운드 진출에 실패하고 말았다.
은퇴 후, 현재 물리 요법가로 일하고 있다.